# Grande-Synthe
Grande-Synthe település Franciaországban, Nord megyében. Lakosainak száma 20 347 fő (2022. január 1.). Grande-Synthe Dunkerque, Spycker, Armbouts-Cappel és Brouckerque községekkel határos.

## Népesség
A település népességének változása:
| Lakosok száma | 21 364 | 23 634 | 23 494 | 22 966 | 22 777 | 22 522 | 20 635 | 20 331 | 20 347 |
|               | 2013   | 2015   | 2016   | 2017   | 2018   | 2019   | 2020   | 2021   | 2022   |

## Testvérvárosok
- Suwałki, Lengyelország, 1978 óta